# Natansonowie
Natansonowie – rodzina polskich finansistów i przemysłowców pochodzenia żydowskiego, która miała duże znaczenie w Królestwie Polskim. Nazwisko powstało w XIX wieku i zostało nadane przez władze pruskie porządkujące nazwiska żydowskie.
Protoplastą rodu był syn Natana z Leszna, z polska zwany Leskim, urodzony w 1795 kupiec bławatny Samuel Natanson (Seelig Natanson), który ze swą żoną Leokadią Weinreb miał 12 dzieci. Nie wszyscy potomkowie rodu pozostali przy religii mojżeszowej, część przyjęła wyznania chrześcijańskie.
Główni przedstawiciele rodu:
- Samuel Natanson (Seelig Natanson) (1795–1879) – fabrykant i bankier, m.in. założyciel domu bankierskiego „Samuel Natanson i synowie”
- Henryk Natanson (1820–1895) – bankier, księgarz i wydawca, współzałożyciel z bratem Jakubem warszawskiego Banku Handlowego
- Jakub Natanson (1832–1884) – bankier, chemik organik, wraz z bratem współzałożyciel warszawskiego Banku Handlowego
- Ludwik Natanson (1822–1896) – lekarz, działacz społeczny, przewodniczący warszawskiej gminy żydowskiej

Ponadto nazwisko Natanson nosili zasłużeni dla polskiej kultury i nauki:
- Adam Natanson (1829–1908) jeden z siedmiu synów Seeliga, bankier, kolekcjoner dzieł sztuki (Paryż)
- Aleksander Natanson (1867–1936) syn Adama, prawnik, wydawca „La Revue blanche” (Paryż)
- Antoni Natanson (1862–1933) lekarz, pionier wolnomularstwa
- Barbara Wojtowicz-Natanson (1924–2015) fizyk (Warszawa)
- Bronisław Natanson (1864–1906) syn Henryka, wydawca (Warszawa)
- Edward Natanson (1861–1940) przemysłowiec, współinicjator budowy Politechniki Warszawskiej
- Jacek Natanson (ur. 1948) prozaik, redaktor „Życia Warszawy”
- Jan Natanson-Leski (1883–1969) geograf, historyk
- Józef Paweł Natanson (1909–2003) malarz, scenograf filmowy (zm. w Rzymie)
- Kazimierz Natanson (1853–1935) prawnik, działacz społeczny, członek Tymczasowej Rady Stanu (1917)
- Ludwik Natanson (1905–1992) fizyk (Warszawa)
- Ludwik-Alfred Natanson (Alfred Athis) (1873–1932) syn Adama, komediopisarz, wydawca „La Revue blanche” (Paryż)
- Misia Natanson (1872–1950) żona Tadeusza, córka Cypriana Godebskiego, później Misia Sert (Paryż)
- Stefan Natanson (1872–1944) polityk, inżynier, członek Stronnictwa Narodowo-Demokratycznego
- Tadeusz Natanson (1868–1951) syn Adama, mąż Misi Godebskiej, wydawca „La Revue blanche” (Paryż)”
- Tadeusz Natanson (1927–1990) muzyk, kompozytor (Warszawa)
- Wiktor Natanson (1929–2020) inżynier, powstaniec warszawski, żołnierz NSZ (Warszawa)
- Władysław Natanson (1864–1937) fizyk, rektor Uniwersytetu Jagiellońskiego (Kraków)
- Wojciech Natanson (1904–1996) pisarz, krytyk literacki (Warszawa)